# 리발 (젤다의 전설)
리발은 젤다의 전설에 나오는 가공 인물이다.
젤다의 전설 브레스 오브 더 와일드, 젤다무쌍 대재앙의 시대와 같은 젤다의 전설 시리즈에 등장하였다.

## 특징&개요
미파, 우르보사, 다르케르, 링크와 함께 영걸로 등장했으며 젤다의 전설 브레스 오브 더 와일드에 보면 잘난 척이 많은 것으로 나타나있다. 자존심도 강하다. 신수 바•메도를 조종한다. 리토족 전사이며 활쏘기 실력이 좋고, 참수리의 활을 주로 쓴다. 참수리의 활은 테바가 말하길 "너무 무거워서 난 리발님처럼 사용하지 못한다"라고 말했다. 그러나 리발은 이 무거운 활을 빠르게 쏜다고 한다. 또 공중 사격에 리발만큼 재능이 있는 사람은 없다고 한다.
상승기류를 발생하여 날아오르는 기술을 시전할 수 있으며 젤다의 전설 브레스 오브 더 와일드에서는 재앙 가논이 보낸 바람의 커스 가논과 싸우다가 사망하였다. 그 후 링크가 바람의 커스 가논을 쓰러트리면 리발의 용맹을 얻을 수 있다.
당시 바람의 커스 가논과 싸울 때 충분히 이길 수 있었지만 리토족은 어두운 곳은 잘 안보이기 때문에 밤이었던 그 당시 질 수 밖에 없었다. 거기다가 비까지 왔다고 하니 커스 가논이 유리한 상태였고 그 상태에서 부상까지 입어 결국 사망에 이르렀다. 사실은 그 당시 젤다의 전설 브레스 오브 더 와일드에는 없었단 무기도 반대쪽 손에 가지고 있었다.
젤다가 재앙 가논에 맞서자고 했을 때 링크 대신 자신이 호위무사가 되게 해 달라고 조건을 걸었다. 그러나 젤다는 그 조건을 받아들이지 않았다. 그러나 리발이 가논 토벌에 참가하게 된 이유는 신수 바•메도 조종에는 관심이 있었기 때문이다.  그 뒤에 링크가 리발의 용맹을 보고 주눅들더라도 자신의 책임은 없다고 덧붙였다. 그 후 링크에게 실패 할 가능성이 높은 리발의 용맹을 서 가면서 도발을 하였지만 링크는 아무 반응이 없었다.

## 성격
리발의 성격은 사용자들의 평가에서도 잘 나타나 있는데 바로 츤데레이다.
젤다의 전설 브레스 오브 더 와일드에서 이와 같은 리발의 성격을 나타내는 것이 있다. 바로 리발의 일기이다. 리발의 일기에서 "실패율이 높은 리발의 용맹을 보여줬다. 그런데 녀석이 아무 반응도 없길래 도발을 좀 해 보았지만 그 녀석은 그래도 아무 반응이 없었다. 그래서 민망해져서 바•메도 위로 다시 갔다."로 자랑도 도발도 모두 그냥 링크의 반응을 한 번만 보려고 했던 것이였다는 것을 알 수 있다. 또 "나를 존경하는 아이들이 비행 훈련장에 찾아왔다. 그냥 보내기도 그래서 비행 훈련장을 개방 해 주었다."로 아이들에게는 의외로 자상하다는 것을 알 수 있다.
젤다무쌍 대재앙의 시대에서는 바람의 커스 가논에게 테바와 함께 져 가고 있을 때 링크 일행이 도와주자 "둘만 있었어도 잘 해결되었겠지만, 뭐... 없는 것보단 나았던 것 같네."라고 말하여 츤데레의 성격을 보여준다. 또 젤다의 전설 브레스 오브 더 와일드처럼 DLC에서 테바의 아들 튤리가 과거로 넘어왔을 때도 튤리에게 잘 대해주는 것으로 보아 아이들 에게 자상하다는 것을 한 번더 알 수 있다.
츤데레이긴 하나 자존심도 강하다.
그 예로 젤다의 전설 브레스 오브 더 와일드에서 젤다가 바•메도를 조종 해 달라고 부탁하러 왔을 때 계속 실패하던 리발의 용맹을 성공하는 장면에서 자존심 때문에 젤다에게 한 번 더 실패하는 모습을 보이기 싫었는지 바로 리발의 용맹을 성공한다. 작 중에서도 리발의 용맹이 실패율이 높다고 (리발의 일기) 나타나있다.

## 작중 행적
젤다의 전설 브레스 오브 더 와일드와 젤다무쌍 대재앙의 시대에서 등장하였다.
젤다의 전설 브레스 오브 더 와일드에선 바람의 커스 가논과 싸우다 사망하였다. 성격 상 사용자들에게 좋은 평가를 받지 못하였는데 DLC를 플레이 한 사용자들은 대부분 리발의 성격과 행동을 이해한다. 커스 가논 중 최약체라고 불리는 바람의 커스 가논에게 져 비난을 받았으나 밤이며 비가오고 부상까지 더하여 진 것을 이해해주는 사용자도 있다. 이 때 젤다무쌍 대재앙의 시대에서는 바람의 커스 가논에게 새로운 무기가 보이는 데 젤다의 전설 브레스 오브 더 와일드에서는 보이지 않아 파손되었다는 것을 알 수 있다.
또한 '리발의 용맹'을 시전하기 위해 연습을 하는데 성격 때문인지 젤다가 오자 '리발의 용맹'을 성공하였다. 이것으로 남에게 잘 보이고 싶은 마음 등에서 인지 아니면 순전히 운인지를 볼 수 있는 데 그것은 알 수 없다.
젤다무쌍 대재앙의 시대에서는 젤다일행이 리토의 마을에 오지 못하게 막았다. 그 후 주위를 살펴보는 링크를 화살로 겨누며 죽이려 하였다. 이 때는 오해가 있었는데, 가논의 부활이 가까워져 처음보는 가디언 들이 몬스터들을 리토의 마을로 데리고 와 리발 일행은 겨우 겨우 몬스터들을 물리치고 평화를 유지하려 했으며 주변을 계속 경계하고 있었다. 그러던 와중에 리발이  가디언 테라코와 있었던 링크를 적으로 오해하고 공격했던 것이다. 그러나 젤다가 그만하라고 소리쳐 이를 막고 리발에게 신수 바•메도를 조종하는 영걸이 되어달라고 부탁하여 이를 받아들였다.
그 후 다시 링크에게 "이런 허수아비 같은 놈이 공주의 호위무사라고?"라고 말하였다. 링크와 리발 사이를 끼어든 테라코의 말을 임파가 "자신도 호위무사라고 말하고 싶나봐요." 라고 얘기하였다. 그 말을 듣고 리발은 "그것 참 믿음직 스러운 녀석이군." 이라며 수긍했다.

## 외형
젤다의 전설 브레스 오브 더 와일드에서 리발의 외형은 리토족처럼 새의 형상을 하고 있다. 몸 전체의 색깔은 푸른색이며 눈은 초록색 눈동자를 가지고 있다. 영걸의 옷은 스카프처럼 목에 두르고 있고 머리 뒤로 4갈래로 따은 머리가 있다. 가슴께부터 다리까지 갑옷을 두르고 있고 손에는 항상 참수리의 활이 있다. 가슴 양 옆에 있는 깃털이 삐져나온 모양을 하고 있는 것은 장식인지 아니면 진짜로 깃털이 삐져나온 건지는 모른다.
젤다무쌍 대재앙의 시대의 생김새는 젤다의 전설 브레스 오브 더 와일드와 시대 배경이 달라 생김새도 다른데 젤다의 전설 브레스 오브 더 와일드에선 영걸의 옷을 뜻하는 스카프를 두르고 있지만 영걸이 되기 전의 이야기인 젤다무쌍 대재앙의 시대에서는 황토색 스카프를 두츠고 있다. 그리고 젤다무쌍 대재앙의 시대의 리발이 좀 더 깃털 색이 진하다. 파란색이 아니라 남색깔이다. 공통점은 참수리의 활과 4갈래로 따은 머리, 그리고 갑옷이다.

## 리발의 일기
리발이 쓴 일기이다. 젤다의 전설 브레스 오브 더 와일드의 DLC버전을 플레이하면 볼 수 있다.
영걸들의 노래 중 커스 가논들과 다시 싸울 수 있는데 싸워서 이길 때마다 리발의 대사가 달라진다. 그 중 "어딘가에 있는 '리발의 일기'라는 거 있지? 그거 절대 내가 쓴 거 아니야. 이름만 똑같은거야! 찾더라도 절대 읽지마!" 라고 하는 대사가 있다. 하지만 막상 일기를 찾아 읽어보면 이름만 똑같은 다른 사람이 쓴게 아니라 리발 본인이 썼다는 것을 알 수 있다.
리발의 일기를 읽어보면 첫번째로 사격 대회에서 우승했다는 일기가 나온다. 우승하고 나서 리발이 "리토족 마을 어른들이 상으로 무엇을 갖고 싶냐고 했다. 그래서 나는 내가 연습할 수 있는 비행 훈련장을 만들어 달라고 했다." 라고 말했다고 리발의 일기에 적혀있다.
다음으론 어른이 되어 리발을 존경하는 아이들이 찾아와 비행 훈련장을 개방해 주었다는 내용이다.
또 링크와 관련된 일기도 나오는데 링크에게 리발의 용맹을 써 반응을 보려고 했다는 일기 등이 있다.
또 자신의 기술(리발의 용맹)의 이름을 고민하는 등의 일기도 있었다. 초반에는 리발의 용맹이 아닌'리발 타이푼'이라고 지었었다. (리발의 용맹이란 이름은 커스 가논과의 싸움에서 패배해서 영혼이 갇혀있을 때 새로 지은 것으로 예상할 수 있다.)
젤다가 만들어준 푸른 스카프의 내용도 나온다. 전체적인 내용으로 봤을 때 푸른 스카프가 마음에 든다고 나온다.

## 같이 보기
- 젤다의 전설 브레스 오브 더 와일드
- 젤다무쌍 대재앙의 시대
- 미파 (젤다의 전설)
- 링크
- 리토족
- 바•메도
- 젤다 (젤다의 전설)
- 츤데레